# Ommund Oftebro
Ommund Christiansen Oftebro, född den 15 maj 1820 i Lyngdal, död den 2 mars 1893 i Zululand, var en norsk missionär.
Oftebro började 1849 arbeta som missionär i Zululand, där han blev H.P.S. Schreuders viktigaste medhjälpare och efterträdare som missionens inspektör 1877-87. Han, som var en av sin tids bästa kännare av Zululands förhållanden, dess språk och historia, lämnade i "Norsk missionstidende" 1850-90 värdefulla bidrag till belysning av Zululands historia och religion med mera samt författade på zuluspråket läroböcker och psalmer.